# Tineocephala judis
Tineocephala judis là một loài bướm đêm trong họ Noctuidae.